# Luxe TV
Luxe TV és un canal de televisió a caràcter internacional però d'arrel luxemburguesa, exclusivament dedicat al món del luxe. Va ser creat per Jean Stock i J. B. Stock al mes de juny del 2006. El canal està controlat per la família Stock que en posseeix el 60% del capital. Pot veure's en diferents continents, com l'europeu, l'asiàtic o a Àfrica del Nord. El seu propietari fou periodista per Télé Luxembourg i cofundador del canal de televisió francès M6. També ha ocupat càrrecs importants a RTL-USA a Los Angeles, a més de ser president de TV5 Monde, un canal panfrancòfon. L'any 2010 el canal va estar a punt de tancar les portes degut a la seva compra per un nou operador. El seu fundador la va reestructurar sota el marc d'una nova empresa, Opuntia SA.